# José Ignacio Domecq González
José Ignacio Domecq González (Jerez de la Frontera, Cádiz, 31 de agosto de 1914-íb., 15 de enero de 1997) fue un destacado bodeguero jerezano, nieto de Pedro Domecq Loustau. Destacó su enorme capacidad para oler los vinos, de ahí su sobrenombre La Nariz.

## Actividad
Desarrolló toda su vida en las bodegas Pedro Domecq, pertenecientes a su familia hasta 1994. Sin embargo, por encima de ello siempre fue un embajador de los vinos de jerez.

## Reconocimientos
Fue caballero de la Orden de Isabel la Católica e hijo predilecto de Jerez.